# 仙台MACANA
仙台MACANA（せんだいマカナ）は、宮城県仙台市青葉区にあるライブハウスである。

## 概要
1996年6月オープン。仙台市の繁華街にあるアーケード商店街「一番町四丁目買物公園」に面していた。
メジャー、インディーズ、アマチュアを問わずロック、ハードコア、ミクスチャー、ヴィジュアル系まで、幅広いジャンルのライブが行われている。
耳の肥えた人も楽しめるライブ・クラブスペースがコンセプトになっており臨場感たっぷりの抜群の音響設備を誇る。
2011年3月11日に発生した東北地方太平洋沖地震（東日本大震災）によってテナントビルが甚大な被害を蒙ったことを受け、ビルの所有者が建物の取り壊しを決定したため営業が中断した。2011年10月8日 のサーキットイベント「MEGA☆ROCKS 2011」を杮落としとして サンモール一番町商店街沿いの新店舗に移転した。
2022年 2019年末に閉館したHook SENDAIの跡地にROCKATERIAという姉妹店をオープンした。

## 施設概要
- 所在地 : 宮城県仙台市青葉区一番町2丁目5-1 大一野村ビルB1F
- 最寄駅 : 仙台市地下鉄東西線青葉通一番町駅南1出口から徒歩約0分